# Poecilotheria tigrinawesseli
Poecilotheria tigrinawesseli är en spindelart som beskrevs av Smith 2006. Poecilotheria tigrinawesseli ingår i släktet Poecilotheria och familjen fågelspindlar. IUCN kategoriserar arten globalt som otillräckligt studerad. Inga underarter finns listade i Catalogue of Life.